# Kurubarahalli, Koratagere
Kurubarahalli là một làng thuộc tehsil Koratagere, huyện Tumkur, bang Karnataka, Ấn Độ.